# Castianeira
Castianeira är ett släkte av spindlar.
Castianeira ingår i familjen flinkspindlar.

## Dottertaxa tillCastianeira, i alfabetisk ordning[1]
- Castianeira abuelita
- Castianeira adhartali
- Castianeira alata
- Castianeira alba
- Castianeira albivulvae
- Castianeira albomaculata
- Castianeira albopicta
- Castianeira alfa
- Castianeira alteranda
- Castianeira amoena
- Castianeira antinorii
- Castianeira arcistriata
- Castianeira argentina
- Castianeira arnoldii
- Castianeira athena
- Castianeira atypica
- Castianeira azteca
- Castianeira badia
- Castianeira bartholini
- Castianeira bengalensis
- Castianeira bicolor
- Castianeira brevis
- Castianeira brunellii
- Castianeira buelowae
- Castianeira carvalhoi
- Castianeira cecchii
- Castianeira chrysura
- Castianeira cincta
- Castianeira cingulata
- Castianeira claveroensis
- Castianeira crocata
- Castianeira crucigera
- Castianeira cubana
- Castianeira cyclindracea
- Castianeira daoxianensis
- Castianeira delicatula
- Castianeira deminuta
- Castianeira dentata
- Castianeira depygata
- Castianeira descripta
- Castianeira dorsata
- Castianeira drassodidoides
- Castianeira dubia
- Castianeira dugesi
- Castianeira flavimaculata
- Castianeira flavipatellata
- Castianeira flavipes
- Castianeira flebilis
- Castianeira floridana
- Castianeira formosula
- Castianeira fulvipes
- Castianeira fusconigra
- Castianeira gaucha
- Castianeira gertschi
- Castianeira guapa
- Castianeira himalayensis
- Castianeira hongkong
- Castianeira indica
- Castianeira inquinata
- Castianeira insulicola
- Castianeira isophthalma
- Castianeira kibonotensis
- Castianeira lachrymosa
- Castianeira leptopoda
- Castianeira littoralis
- Castianeira longipalpa
- Castianeira loricifera
- Castianeira luctifera
- Castianeira luctuosa
- Castianeira luteipes
- Castianeira maculata
- Castianeira majungae
- Castianeira memnonia
- Castianeira mestrali
- Castianeira mexicana
- Castianeira micaria
- Castianeira minensis
- Castianeira munieri
- Castianeira nanella
- Castianeira obscura
- Castianeira occidens
- Castianeira onerosa
- Castianeira patellaris
- Castianeira peregrina
- Castianeira phaeochroa
- Castianeira pictipes
- Castianeira plorans
- Castianeira polyacantha
- Castianeira pugnax
- Castianeira pulcherrima
- Castianeira quadrimaculata
- Castianeira quadritaeniata
- Castianeira quechua
- Castianeira rica
- Castianeira rothi
- Castianeira rubicunda
- Castianeira rugosa
- Castianeira russellsmithi
- Castianeira rutilans
- Castianeira salticina
- Castianeira scutata
- Castianeira setosa
- Castianeira sexmaculata
- Castianeira shaxianensis
- Castianeira similis
- Castianeira soyauxi
- Castianeira spinipalpis
- Castianeira stylifera
- Castianeira tenuiformis
- Castianeira tenuis
- Castianeira teres
- Castianeira thalia
- Castianeira thomensis
- Castianeira tinae
- Castianeira trifasciata
- Castianeira trilineata
- Castianeira trimac
- Castianeira truncata
- Castianeira valida
- Castianeira walsinghami
- Castianeira variata
- Castianeira venusta
- Castianeira venustula
- Castianeira virgulifera
- Castianeira vittatula
- Castianeira vulnerea
- Castianeira xanthomela
- Castianeira zembla
- Castianeira zetes
- Castianeira zionis